# Гарсиа Мера, Хулио
Хулио Гарсиа Мера (исп. Julio García Mera; 27 мая 1972, Мадрид, Испания), более известный как просто Хулио — испанский футболист, игрок в мини-футбол. Более всего известен выступлениями за испанский клуб «Бумеранг Интервью» и сборную Испании по мини-футболу.

## Биография
Не считая некоторые клубы низших дивизионов, за которые Хулио играл до 19 лет, всю свою игровую карьеру он провёл в испанском клубе «Бумеранг Интервью». За 16 лет в его составе испанский защитник выиграл множество трофеев: пять раз становился чемпионом Испании, четырежды выигрывал национальный кубок и пять раз суперкубок. А на международной арене он дважды становился обладателем Кубка УЕФА по мини-футболу и трижды выигрывал Межконтинентальный Кубок. В финале Кубка УЕФА по мини-футболу 2005/06 Хулио удалось отметиться голом в ворота московского «Динамо».
На протяжении многих лет Хулио входил в состав сборной Испании. В 2000 и 2004 году он выигрывал в её составе Чемпионат мира, а в 1996, 2001 и 2005 году — Чемпионат Европы. Также он неоднократно становился призёром этих турниров.

## Достижения
- Чемпион мира по мини-футболу (2): 2000, 2004
- Серебряный призёр чемпионата мира по мини-футболу 1996
- Чемпион Европы по мини-футболу (3): 1996, 2001, 2005
- Серебряный призёр Чемпионата Европы по мини-футболу 1999
- Бронзовый призёр Чемпионата Европы по мини-футболу 2003
- Обладатель Кубка УЕФА по мини-футболу (2): 2003/04, 2005/06
- Обладатель Межконтинентального Кубка по мини-футболу (3): 2005, 2006, 2007
- Чемпион Испании по мини-футболу (5): 1995/96, 2001/02, 2002/03, 2003/04, 2004/05
- Обладатель Кубка Испании по мини-футболу (4): 1996, 2001, 2004, 2005
- Обладатель Суперкубка Испании по мини-футболу (5): 1992, 1997, 2002, 2003, 2004